# Festuca durata
Festuca durata là một loài thực vật có hoa trong họ Hòa thảo. Loài này được B.S.Sun & H.Peng mô tả khoa học đầu tiên năm 1993.